# Ирен Ниг
Ирен Ниг (на немски: Iren Nigg) е лихтенщайнска писателка.

## Биография
Родена е през 1955 година в Шаан. През 1984 година завършва журналистика във Фрибурския университет в Швейцария, след което работи като журналист в печата и специалист по връзки с обществеността в различни неправителствени организации. В края на 80-те години публикува няколко разказа в литературни списания и сборника Fieberzeit, след което не издава нищо в продължение на години. През 2005 година участва с 19 кратки фрагмента в антология на местни писатели, а през 2006 година издава втората си книга, сборника разкази „Човек сам словотвори местата си“ (Man wortet sich die Orte selbst), за която получава Награда за литература на Европейския съюз.